# Снайдер Тауншип (округ Блер, Пенсільванія)
Снайдер Тауншип (англ. Snyder Township) — селище (англ. township) в США, в окрузі Блер штату Пенсільванія. Населення — 3344 особи (2020).

## Демографія
Згідно з переписом 2010 року, у селищі мешкали 3364 особи в 1386 домогосподарствах у складі 978 родин. Було 1503 помешкання
Расовий склад населення:
| - 98,5 % — білих - 0,8 % — чорних або афроамериканців - 0,2 % — азіатів - 0,1 % — корінних американців |

До двох чи більше рас належало 0,2 %. Частка іспаномовних становила 0,2 % від усіх жителів.
За віковим діапазоном населення розподілялося таким чином: 20,0 % — особи молодші 18 років, 62,4 % — особи у віці 18—64 років, 17,6 % — особи у віці 65 років та старші. Медіана віку мешканця становила 43,9 року. На 100 осіб жіночої статі у селищі припадало 100,7 чоловіків;  на 100 жінок у віці від 18 років та старших — 97,2 чоловіків також старших 18 років.
Середній дохід на одне домашнє господарство  становив 59 532 долари США (медіана — 52 756), а середній дохід на одну сім'ю — 69 414 долари (медіана — 63 750). Медіана доходів становила 46 534 долари для чоловіків та 38 974 долари для жінок. За межею бідності перебувало 6,0 % осіб, у тому числі 3,6 % дітей у віці до 18 років та 15,8 % осіб у віці 65 років та старших.
Цивільне працевлаштоване населення становило 1523 особи. Основні галузі зайнятості: освіта, охорона здоров'я та соціальна допомога — 25,7 %, виробництво — 13,7 %, роздрібна торгівля — 10,1 %, науковці, спеціалісти, менеджери — 9,5 %.